# Jiří Menzel
Jiří Menzel (ur. 23 lutego 1938 w Pradze, zm. 5 września 2020 tamże) – czeski reżyser, scenarzysta i aktor filmowy, laureat Oscara.

## Życiorys
Zaczął kręcić filmy w połowie lat 60. XX wieku. Jego filmy często dotykając ważnych tematów, są jednocześnie poetyczne i dowcipne. Na początku kariery zdobył Oscara za film Pociągi pod specjalnym nadzorem (Ostře sledované vlaky, 1966) według minipowieści pod tym samym tytułem czeskiego pisarza Bohumila Hrabala. Jeden z czołowych twórców tzw. nowego kina czeskiego.
Przewodniczył jury konkursu głównego na 49. MFF w Wenecji (1992). Zasiadał w jury Złotej Kamery na 50. MFF w Cannes (1997). W 1996 otrzymał Czeskiego Lwa za długoletni wkład do tamtejszej kinematografii oraz został odznaczony Medalem Za Zasługi I stopnia.

## Filmografia
Reżyser
- Umřel nám pan Foerster, 1963 – Zmarł nam pan Foerster
- Zločin v dívčí škole, 1965 – Zbrodnia w żeńskiej szkole
- Perličky na dně, 1965 – Perełki na dnie
- Smrt pana Baltazára, 1965 – Śmierć pana Baltazara
- Ostře sledované vlaky, 1966 – Pociągi pod specjalnym nadzorem, według Bohumila Hrabala
- Rozmarné léto, 1967 – Kapryśne lato, według Vladislava Vančury
- Zločin v šantánu, 1968 – Zbrodnia w nocnym klubie, według Josefa Škvoreckiego
- Skřivánci na niti, 1969 (premiera 1990) – Skowronki na uwięzi, według Bohumila Hrabala
- Kdo hledá zlaté dno, 1974 – Kto szuka złotego dna
- Na samotě u lesa, 1976 – Na skraju lasu, według Zdeňka Svěráka i Ladislava Smoljaka
- Báječní muži s klikou, 1978 – Cudowni mężczyźni z korbką
- Postřižiny, 1981 – Postrzyżyny, według Bohumila Hrabala
- Slavnosti sněženek, 1983 – Święto przebiśniegu, według Bohumila Hrabala
- Vesničko má, středisková, 1985 – Wsi moja sielska, anielska, według Zdeňka Svěráka, nominacja do Oscara
- Konec starých časů, 1989 – Koniec starych czasów, według Vladislava Vančury
- Audience, 1990 (TV) – Audiencja, według Václava Havla
- Žebrácká opera, 1991, według Václava Havla
- Život a neobyčejná dobrodružství vojína Ivana Čonkina, 1993, według Włodzimierza Wojnowicza
- Ten Minutes Older: The Cello (Dalších deset minut II), 2002 – 10 minut później: Wiolonczela
- One Moment, 2002 – Chwila
- Obsluhoval jsem anglického krále, 2006 – Obsługiwałem angielskiego króla, według Bohumila Hrabala
- Donšajni – 2013

Scenarzysta
- Umřel nám pan Foerster, 1963 – Zmarł nam pan Foerster
- Zločin v dívčí škole, 1965 – Zbrodnia w żeńskiej szkole
- Smrt pana Baltazára, 1965 – Śmierć pana Baltazara
- Ostře sledované vlaky, 1966 – Pociągi pod specjalnym nadzorem, według Bohumila Hrabala
- Rozmarné léto, 1967 – Kapryśne lato, według Vladislava Vančury
- Skřivánci na niti, 1969 (premiera 1990) – Skowronki na uwięzi, według Bohumila Hrabala
- Kdo hledá zlaté dno, 1974 – Kto szuka złotego dna
- Báječní muži s klikou, 1978 – Cudowni mężczyźni z korbką
- Postřižiny, 1981 – Postrzyżyny, według Bohumila Hrabala
- Slavnosti sněženek, 1983 – Święto przebiśniegu, według Bohumila Hrabala
- Konec starých časů, 1989 – Koniec starych czasów, według Vladislava Vančury
- Žebrácká opera, 1991, według Václava Havla
- One Moment, 2002 – Chwila
- Obsluhoval jsem anglického krále, 2006 – Obsługiwałem angielskiego króla, według Bohumila Hrabala

Aktor
- Smrt pana Baltazára, 1965 – Śmierć pana Baltazara
- Ostře sledované vlaky, 1966 – Pociągi pod specjalnym nadzorem
- Rozmarné léto, 1967 – Kapryśne lato
- Skřivánci na niti, 1969 (premiera 1990) – Skowronki na uwięzi
- Báječní muži s klikou, 1978 – Cudowni mężczyźni z korbką
- Srdečný pozdrav ze zeměkoule, 1983 – Serdeczne pozdrowienia z Ziemi
- Utekajme, už ide!, 1987 – Uciekajmy, nadchodzi!
- Das lange Gespräch mit dem Vogel, 1992 – Długa rozmowa z ptakiem
- La Petite apocalypse, 1993 – Mała apokalipsa (film)
- Vsichni moji blizci, 1999 – Wszyscy moi bliscy
- Operacja Dunaj, 2009
- Zamknięte drzwi, 2012

## Nagrody
- Nagroda Akademii Filmowej Najlepszy film nieanglojęzyczny: 1967: Pociągi pod specjalnym nadzorem